# Krzysztof Szujecki
Krzysztof Szujecki (ur. 4 sierpnia 1987 w Warszawie) – polski pisarz, historyk sportu.

## Życiorys
Absolwent Uniwersytetu Warszawskiego. Specjalizuje się w dziejach współczesnego ruchu sportowego. Autor popularyzatorskich książek o historii sportu oraz historii Drugiej Rzeczypospolitej, a także licznych artykułów. Ekspert portalu sportowahistoria.pl. Stały współpracownik miesięcznika kulturalnego WPIS, gdzie od 2016 r. publikuje teksty dotyczące historii polskiego sportu. 
Podczas zimowych igrzysk olimpijskich w Pjongczangu ukazała się dwutomowa Historia Sportu w Polsce o której mówi, że zajmuje szczególne miejsce w jego dorobku. W 2020 r. opublikował obszerną biografię zbiorową "Sportsmenki" (Wydawnictwo Muza), prezentującą w literackiej formie 13 biografii wybitnych dam polskiego sportu z okresu przedwojennego i pierwszych lat PRL - pozycja ta została wybrana książką miesiąca listopada 2020 w kat. Sport wg „Magazynu Literackiego. Książki”. Natomiast w 2021 r. ujrzała światło dzienne kolejna pozycja autora, pt. „Milionerzy przedwojennej Polski”, ukazująca w mało znanej dotąd perspektywie życie codzienne i zawodowe elit gospodarczych II RP (wyd. Księży Młyn). Trzykrotny laureat stypendium twórczego Ministra Kultury i Dziedzictwa Narodowego w zakresie literatury. Od 2022 r. współpracuje z redakcją portalu DlaPolonii.pl. W 2023 r. ukazały się Najpiękniejsze kobiety przedwojennej Polski (wydawnictwo Księży Młyn).

## Wybrane publikacje książkowe[6]
- 140 lat z dziejów polskich sportów zimowych (Wyd. Warszawska Firma Wydawnicza, 2009, ISBN 978-83-61748-16-8)[7]
- Życie sportowe w Drugiej Rzeczypospolitej (Wyd. Bellona, 2012, ISBN 978-83-11-12261-1)[8]
- Dwudziestolecie międzywojenne. T. 15, Sport (Wyd. Bellona, Edipresse, 2013, ISBN 978-83-7769-540-1)
- Życie sportowe w PRL (Wyd. Bellona, 2014, ISBN 978-83-11-13225-2)
- Zagadki sportowe (Wyd. Demart, 2015, ISBN 978-83-7427-849-2)
- Encyklopedia igrzysk olimpijskich (Wyd. SBM, 2016 ISBN 978-83-8059028-1)
- Sport. Dyscypliny letnie i zimowe (Wyd. PWH ARTI, 2016 ISBN 978-83-7740-521-5)
- Historia Sportu w Polsce - tom 1, Wydawnictwo Biały Kruk, 2018, ISBN 978-83-7553-241-8.
- Sportsmenki, Wydawnictwo Muza, 2020, ISBN 978-83-287-1441-0
- Milionerzy przedwojennej Polski, Wydawnictwo Księży Młyn, 2021, ISBN 9788377296516
- Najpiękniejsze kobiety przedwojennej Polski, Wydawnictwo Księży Młyn, 2023, ISBN 978-83-7729-722-3.